# Until The Last Hour
Until The Last Hour (deutsch etwa: „Bis zur letzten Stunde“) ist der Titel eines US-amerikanischen Spielfilms, der in den 1960er-Jahren vom Filmstudio Metro-Goldwyn-Mayer (MGM) geplant worden war, aber nie gedreht wurde. Sein nahezu fertiggestelltes Drehbuch erzählt die Geschichte des NSDAP-Mitglieds Oskar Schindler, der während des Zweiten Weltkriegs mehr als 1000 Juden vor ihrer Vernichtung im KZ Auschwitz rettete. Die Bemühungen um die Verfilmung hatten zur Folge, dass Schindler mit dem Bundesverdienstkreuz geehrt wurde.

## Geschichte
Der Schindlerjude Leopold Pfefferberg emigrierte nach dem Zweiten Weltkrieg in die Vereinigten Staaten und lebte in Los Angeles. Bestrebt, Oskar Schindlers Rettungstaten während des Krieges einer breiteren Öffentlichkeit als bis dahin geschehen bekannt zu machen, kam er 1963/64 in L. A. mit Martin Gosch in Kontakt, einem Drehbuchautor und engen Mitarbeiter von Robert O’Brien, dem Präsidenten des Filmstudios Metro-Goldwyn-Mayer. Gosch erwarb für sich und MGM die Rechte von Oskar Schindler zur Verfilmung von dessen Geschichte. MGM ließ Gosch anschließend weltweit Material für das Drehbuch sammeln und dafür auch Schindlerjuden befragen. Als Co-Drehbuchautor holte man Howard Koch hinzu, als Regisseur wurde Delbert Mann engagiert und für die Hauptrollen waren Richard Burton und Romy Schneider vorgesehen. Das Budget für den geplanten Film betrug 9 Millionen US-Dollar. Bis Mitte 1965 war das Drehbuch fast fertig und der Drehbeginn für Dezember 1965 geplant. Um die Verdienste Schindlers herauszustellen und für die Verfilmung zu werben, ließ Gosch den Film sogar durch den Abgeordneten James C. Corman in einer Rede vor dem US-Repräsentantenhaus anpreisen. Allerdings stellte MGM im Oktober 1965 die Verfilmungsbemühungen ein. Gosch setzte sich beim deutschen Konsulat in Los Angeles für Schindler ein – als Folge davon erhielt Schindler 1966 das Bundesverdienstkreuz I. Klasse.
Als Begründung für die Einstellung des Filmprojektes schrieb der Buchautor Henry Gonshak 2015, dass Howard Koch über Schindlers dubiosen Charakter – sein Betrunkensein, seine Frauengeschichten und Nazi-Partei-Verbindungen – irritiert gewesen sei. Die Frankfurter Rundschau mutmaßte 1994 zu den Gründen für die ausgebliebene Verfilmung, MGM habe den Deutschen keinen Helden liefern wollen, hinter dem sich eine „kärgliche Aufarbeitung der Nazi-Vergangenheit womöglich hätte verstecken können“.
MGM behielt nach dem Abbruch des Filmprojekts die Rechte an der Verfilmung von Schindlers Geschichte. Als Thomas Keneallys Roman Schindlers Liste 1982 erschien, musste sich der Autor deshalb zur Abtretung von zehn Prozent der Lizenzgebühren aus dem Buchverkauf an MGM verpflichten. Das Buch wurde wiederum zur Grundlage für den Dokumentarfilm Schindler (1983) und Steven Spielbergs Spielfilm Schindlers Liste (1993).